# Пітер Бергман
Пітер Бергман (швед. Piter Bergman) — шведський морський офіцер, картограф. В кінці XVII - початку XVIII століття перебував на московській службі. Підписував свої роботи: «Pieter Bergman van CarlsCron».

## Етапи служби на Московії
Пітер Бергман був завербований на московську службу під час Великого посольства і прибув до Московії через Архангельськ. В одному зі списків найманих іноземців, складеному в 1698 році, він записаний як «свеянин Питер Берман, констапель».Ніяких даних про його службу до 1701 року не виявлено ні на флоті, ні в Адміралтействі. Найімовірніше, в травні-червні 1700 року він прибув до Воронежа. Оскільки Бергман мав унтерофіцерське звання і артилерійську спеціалізацію, його могли призначити в екіпаж одного з воронезьких кораблів. Про його перебування в Воронежі свідчить збережений акварельний малюнок корабля «Гото приречення», виконаний з небувалими деталями, датований автором 26 червня 1700 року. Малюнок запалу був подарований одному з сановників 11 вересня 1700 року, і залишався нікому невідомим майже 250 років, поки не був виявлений серед несортованих паперів центрального військово-морського музею в Санкт-Петербурзі.
У 1701-1702 роках Пітер Бергман брав участь в гідрографічних роботах, що проводилися під керівництвом Ф. М. Апраксіна і Корнеліуса Круйса. У цей період Бергман створив вісім рукописних карт гирла Дону і Азовського моря, що дозволило історику Н. А. Комолову по праву назвати його «дуже плідним картографом». Влітку 1703 року за наказом Ф. М. Апраксіна в чині поручика Бергман разом з Х. Г. Отто були залучені до підготовки констеблів.
Остання згадка імені Пітера Бергмана в документах датується 1706 роком. У лютому цього року Ф. М. Апраксин отримав указ відправити командира Бергмана з двадцятьма іноземцями в Казань для підготовки п'яти кораблів до походу в Астрахань. Список матеріалів, необхідних для оснащення цих кораблів, підписаний Бергманом в квітні 1706 року, зберігся і до нашого часу. Існує також список командного складу, в якому Пітер Бергман в чині командира названий командиром одного з кораблів. Подальша його доля залишається невідомою.

## Збереженні роботи
- Малюнок (акварель) корабля "Гото Предестинація" (1700)
- Навігаційна карта Азовського моря (1701 р.)
- Спеціальна карта Азовського моря (1701 рік)
- Карта Білосарайської коси (не датована)
- Карта гирла річки Кальміус із зазначенням глибин
- Азовського моря при його впадінні (1702 р.)
- Карта гавані Таганрога (1702 р.) Нова точна карта Азовського моря від Таганрога до Білосарайської коси (1702 р.)
- Карта Керченської протоки (1702 р.)
- Нова карта всього Азовського моря від Азова до Керчі (1702 р.)